# Generator (Album)
Generator ist das sechste Studioalbum der US-amerikanischen Punkrock-Band Bad Religion. Es erschien im März 1992 bei Epitaph Records. Das Album markiert einen Übergang vom strikten Punkrock-Stil seiner drei Vorgänger. Auch wenn einige Songs dem für die Band typischen schnellem Punkrock treu bleiben, sind andere deutlich langsamer ("Two Babies In The Dark", "The Answer") und es finden sich Einflüsse der aufstrebenden Genres des Noise-Rock ("Generator") bzw. Grunge ("Atomic Garden"). Diese kurze experimentelle Phase der Band sollte auch noch den Nachfolger Recipe For Hate prägen, ehe man mit dem Major-Label-Debüt Stranger Than Fiction eine Rückkehr zum typischen Stil von Bad Religion einschlug.

## Geschichte
Das von der Band selbstproduzierte Album entstand bereits im Mai 1991 in Los Angeles, wurde jedoch erst im März 1992 herausgebracht, da die Band mit dem Album-Artwork und der Verpackung nicht zufrieden war. Das Album wurde innerhalb von 10 Tagen beinahe live aufgenommen. Erstmals war Bobby Schayer am Schlagzeug zu hören, nachdem Pete Finestone die Band auf der vorhergehenden Tour verlassen hatte.
Am 6. April 2004 erschien eine remasterte Version des Albums.
Das Album erreichte in Deutschland Platz 49.

## Titelliste
1. Generator (Gurewitz) – 3:21
2. Too Much to Ask (Graffin) – 2:45
3. No Direction (Graffin) – 3:14
4. Tomorrow (Graffin) – 1:56
5. Two Babies in the Dark (Gurewitz) – 2:25
6. Heaven Is Falling (Gurewitz) – 2:04
7. Atomic Garden (Gurewitz) – 3:10
8. The Answer (Graffin) – 3:21
9. Fertile Crescent (Graffin) – 2:08
10. Chimaera (Graffin) – 2:28
11. Only Entertainment (Graffin) – 3:12